# Jaunpiebalga
Jaunpiebalga  (anciennement en allemand : Neu-Pebalk) est une localité en Lettonie située sur les rives du fleuve Gauja. Avec d'autres communes elle fait partie du Jaunpiebalgas novads et du Jaunpiebalgas pagasts dont elle est le centre administratif.
En 1933, on a attribué à Jaunpiebalga le statut de localité d'habitation dense (biezi apdzīvota vieta) selon les critères d'appellation d'avant guerre en Lettonie - la catégorie qui à partir de 1936 était officiellement renommé en village. En 1950, c'est déjà une commune urbaine. En 1990, l'endroit perd ce statut lors de la réorganisation du pagasts.
À Jaunpiebalga se trouvent une bibliothèque fondée en 1926, une école fondée en 1806, un bureau de poste, un musée d'histoire locale ouvert en 1977.
L'église évangélique luthérienne de St Tomas de Jaunpiebalga fut construite en 1964, en bois, dans le style néo-gothique. Elle a été reconstruite en 1973, mais l'édifice a brulé lors de la Grande guerre du Nord. En 1722, une nouvelle église en bois fut érigée. L'église actuelle, en pierres, est l'œuvre du bâtisseur Frīdrihs Feits venu de Cēsis. Sa construction avait commencé en 1801 et le 3 juin 1804 le bâtiment fut béni. En 1971-1973, d'après les projets de Johann Mathias von Holst, il a été reconstruit et agrandi.

## Personnalités
- Emīls Dārziņš (1875-1910), pianiste et compositeur letton
- Andris Vilks (1963-2024), homme politique letton.